# Voltaire
François-Marie Arouet, bedst kendt under sit pseudonym Voltaire, (født 21. november 1694, død 30. maj 1778) var en fransk filosof, forfatter, dramatiker og samfundskritiker. Voltaire var en af oplysningstidens store filosoffer og en stor forkæmper for ytringsfrihed og menneskerettigheder. Han blev medlem af Det Franske Akademi i 1746. Han var deist.

## Biografi
Voltaire blev født i Paris som søn af notaren François Arouet og Marie-Marguerite D'Aumard. Arouet familien var en velhavende købmandsfamilie, og François-Marie Arouet var 5. barn i søskendeflokken. Han blev uddannet på jesuiterskolen "Louis-le-Grand", hvor han brugte meget tid på at kritisere uddannelsen, som han forlod som 17-årig.
På grund af sit vid og sin skarpe tunge blev han hurtigt en populær skikkelse blandt det parisiske aristokrati.
Efter dette kom han mod sin vilje til at studere jura. Formelt var han på jurastudiet, men han brugte meget af tiden på at skrive ærekrænkende digte og senere hen essays og sladderhistorier. Han fungerede også som rådgiver for magthaverne. I 1717 tilbragte Voltaire 11 måneder i Bastillen for et skrift, der var stærkt kritisk over for enevælden.
I december 1725 holdt den 30-årige Voltaire et foredrag ved Comédie Française om sine udsigter til at blive statsminister, da aristokraten Guy Auguste de Rohan-Chabot, ofte kaldet "ridder de Rohan", fornærmede ham, og Voltaire gav et skarpt svar. Det kom dog ikke til håndgemæng, idet en dame faldt besvimet om. Nogle dage senere spiste Voltaire til middag hos grev de Sully, da han fik bud om, at nogen ventede på ham udenfor. Han gik ud, og blev slået ned og gennempryglet, mens Rohan grinende så til. Voltaire flygtede ind igen og bad de Sully om at underskrive en erklæring om overfaldet, men hans vært afslog at blive involveret. Aristokratiet holdt sammen i sådan en sag, for i deres øjne havde enhver adelig al mulig ret til at afstraffe en borgerlig, som det her var sket. Og selvom Voltaire var vel anset ved hoffet, hvor dronningen var glad for ham, var der ingen der havde interesse i at hjælpe ham til retfærdig behandling. Voltaire begyndte at tage timer i fægtning, og Rohan-familien fik politiet til at udspionere ham. Da de til overmål bad en minister om "beskyttelse", blev han arresteret og sat i Bastillen. Han blev løsladt mod løfte om at forlade landet, og drog så i tvungent eksil i England.
Under sit eksil 1726-29 i England studerede han det konstitutionelle monarki og den religiøse tolerance i landet. Desuden stiftede han bekendtskab med videnskabsmanden Isaac Newtons og filosoffen John Lockes banebrydende tanker. Voltaire havde holdninger til mange væsentlige emner som fornuft, frihed, retfærdighed og tolerance. Han så disse begreber som nødvendige for sociale og politiske fremskridt i Frankrig.
Voltaire mente, at man skulle have det oplyste monarki, hvor der blev rådgivet af filosoffer som f.eks. Voltaire. Han mente, at dette var den eneste vej frem, da kongens interesse kun var at øge Frankrigs magt og velstand overfor resten af verden. Han mente, at enhver skulle have retten til at sige sin mening.
Voltaires rejse til England gjorde, at han tog John Lockes natursyn og Englands samfundsstruktur til sig. Han tog disse begreber med sig til Frankrig og blev derved en vigtig formidler. Det siges, at hans styrke var at få folk til at tænke over vigtige spørgsmål.
1734-49 boede Voltaire på slottet Cirey i det østlige Frankrig. Her fortsatte han sine naturvidenskabelige studier sammen med veninden Émilie du Châtelet. Efter hendes død i 1749 rejste han til Potsdam ved Berlin på invitation fra sin beundrer Frederik den Store. I 1759 købte han slottet Ferney tæt ved grænsen til Schweiz, hvor han boede til kort før sin død i Paris.
Voltaires sarkofag står i Panthéon i Paris. I slutningen af 1800-tallet rygtedes det, at den skulle være tom, fordi hans jordiske rester i 1814 skulle være blevet stjålet af en gruppe ultrareligiøse og smidt på en affaldsdynge. Graven åbnedes derfor i 1897, og hans jordiske rester befandt sig stadig i graven.

## Andet
Voltaire tilskrives ofte udsagnet 
| Citat | Jeg er uenig i hvad De siger, men jeg vil forsvare til døden Deres ret til at sige det. | Citat |
|       |                                                                                         |       |

 Det berømte citat skyldes imidlertid Evelyn Beatrice Hall og var af Hall tænkt som en opsummering af Voltaires holdning til ytringsfrihed. Citatet findes ingen steder i Voltaires egne tekster.
Voltaire stod i perioder i et stærk personligt modsætningsforhold til Jean-Jacques Rousseau. Ikke desto mindre blev de to i årene efter 1789 ofte fremstillet samlet, som den franske revolutions åndelige "makkerpar".
Voltaires store bogsamling opbevares i dag på det russiske nationalbibliotek i Sankt Petersborg.
Georg Brandes har skrevet en biografi i tre bind om Voltaire.

## Voltaire på dansk
Udvalgt bibliografi af danske Voltaire oversættelser:
- Else Henneberg Pedersen (red.), Zadig eller skæbnen: en østerlandsk fortælling, Batzer & Co., 2008. ISBN 978-87-90524-58-6.
- Karen Nyrop Christensen (red.), Candide eller Optimismen, Dansklærerforeningen, 2000. ISBN 87-7704-444-4.
- Henry Madsen (red.), Den troskyldige, Thaning & Appel, 1972. ISBN 87-413-8110-6.
- Hans Nygaard, Om Gud og mennesker, Hasselbalch, 1968.
- Leif Nedergaard (red.), Voltaires bedste muntre historier, Carit Andersen, 1959.